# علشان خاطر عيونك (مسرحية)
علشان خاطر عيونك مسرحية كوميدية مصرية عرضت عامي 1987 و1988 على مسرح الفنانين المتحدين لنفس الفرقة، من تأليف بهجت قمر وإخراج حسين كمال.

## الممثلون
- فؤاد المهندس
- شريهان
- سهير الباروني
- محمود الجندي
- يوسف عيد
- فؤاد أحمد
- المنتصر بالله